# Tabanus monomiensis
Tabanus monomiensis är en tvåvingeart som beskrevs av Takahasi 1950. Tabanus monomiensis ingår i släktet Tabanus och familjen bromsar. Inga underarter finns listade i Catalogue of Life.